# Estação Nova Iguaçu
Nova Iguaçu é uma estação de trens metropolitanos do Rio de Janeiro, localizada no bairro Centro. Pertencente a Linha Japeri, dista 35 km da estação Central do Brasil, e está localizada entre as estações Presidente Juscelino e Comendador Soares.

## História

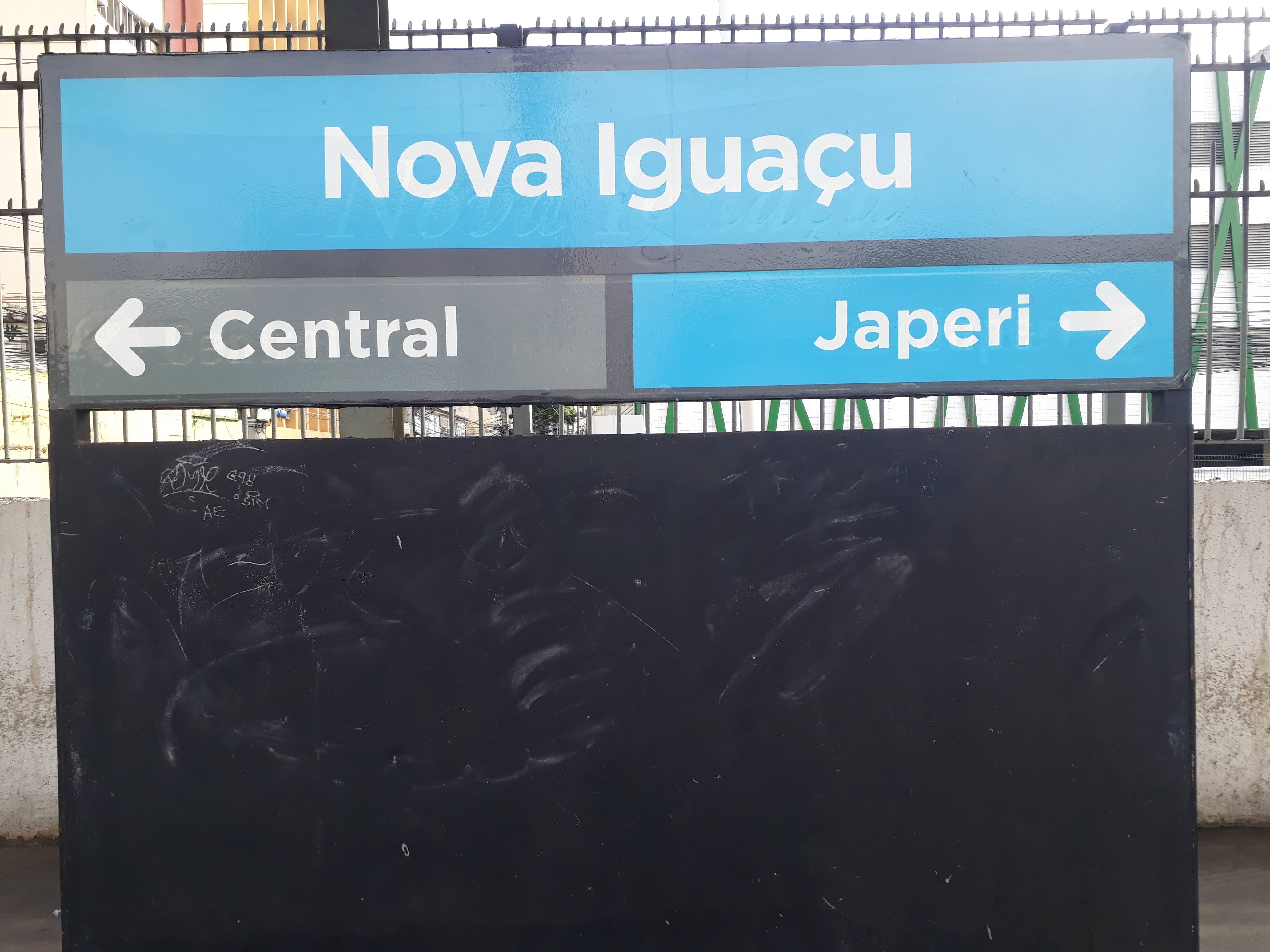
Placa Nova Iguaçu

A estação ferroviária de Nova Iguaçu foi inaugurada, em 1858, com o nome do antigo engenho que deu origem ao Centro da cidade, Maxambomba . Era uma das paradas intermediárias dos trens de passageiros que iam para São Paulo ou Belo Horizonte, nos áureos períodos do transporte ferroviário no Brasil. O nome Maxambomba foi alterado para Nova Iguassú em 1916 e finalmente para Nova Iguaçu após a reforma ortográfica de 1925. O prédio da estação atual foi inaugurado em outubro de 1977.
Carlos Heitor Cony relata, em seu livro, o panorama da viagem de trem para o interior do estado ao passar por Nova Iguaçu:
| “ | Quando era criança e ia de trem para o interior do antigo Estado do Rio, ao passar por Nova Iguaçu, logo na saída do ex-Distrito Federal, sentia o cheiro das laranjas que, de um lado e de outro da via férrea, invadia os vagões que perdiam o cheiro de fumaça das velhas locomotivas e ganhavam aquele perfume de sumo, de fruta fresca e encantada, dos imensos laranjais que nos acompanhavam por algum tempo. Era um cheiro bom, e além do cheiro, também era bom ver as laranjeiras verdes e pejadas de frutos cor de ouro. Tínhamos a impressão de que os laranjais nunca terminavam, eram imensos e eram eternos.. | ” |

## Atualidade
Atualmente, a SuperVia administra o sistema ferroviário metropolitano fluminense.

## Plataformas
Plataforma 1A: Sentido Japeri
Plataforma 2C: Sentido Central do Brasil
Plataforma 2D: Especial Nova Iguaçu x Central do Brasil
Plataforma 3E: Especial Nova Iguaçu x Central do Brasil

## Fonte
- Max Vasconcellos: Vias Brasileiras de Comunicação, 1928;